# 신지초등학교 송곡분교
신지초등학교 송곡분교는 대한민국 전라남도 완도군 신지면 신지로 94(송곡리 540)에 있었던 초등학교 분교이다.

## 연혁
- 일자미상 신지공립국민학교 송곡분교 설립 인가
- 1949년 7월 1일 송곡분교장 개교
- 1950년 4월 1일 신지국민학교 송곡분교 개편
- 일자미상 송곡국민학교 승격 인가
- 1958년 4월 1일 송곡국민학교 승격 분리
- 1967년 4월 1일 도서벽지학교 '병'급 지정
- 일자미상 송곡국민학교 강독분교 설립 인가
- 1968년 7월 16일 강독분교장 개교, 도서벽지학교 '병'급 지정
- 1986년 1월 1일 송곡국민학교(강독분교 포함) 도서벽지학교 '다'급 조정
- 1994년 3월 1일 신지국민학교 분교장 격하 편입, 강독분교장 이관
- 1996년 3월 1일 신지초등학교 송곡분교 개편
- 2001년 1월 1일 도서벽지학교 '라'급 조정
- 2002년 3월 1일 폐교 및 신지초등학교 통폐합